# Đảo Darwin

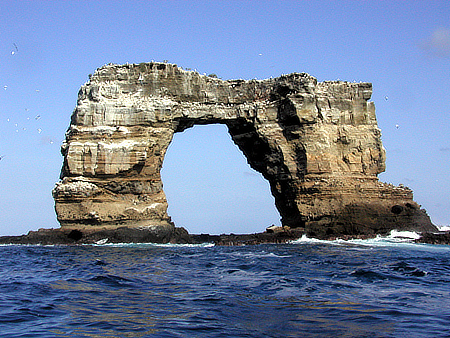
Vòm đá Darwin

Đảo Darwin (tiếng Tây Ban Nha: Isla Darwin) là một trong những đảo nhỏ nhất trong quần đảo Galápagos với diện tích chỉ một km vuông. Đảo được đặt tên để vinh danh nhà khoa học người Anh Charles Darwin. Không có bãi đáp cạn, các điểm tham quan chính của đảo Darwin nằm ở Thái Bình Dương, nơi có rất nhiều sinh vật biển đa dạng. Mặc dù hòn đảo đã được đánh dấu trên bản đồ và ban đầu được đặt tên là đảo Culpepper trên hải đồ của Bộ Hải quân nhưng phải đến năm 1964 mới có cuộc đổ bộ đầu tiên lên đảo Darwin bằng trực thăng.
Vòm đá Darwin ở đảo này đã bị sụp đổ ngày 18 tháng 5 năm 2021.